# Браилени (Арђеш)
Браилени (рум. Brăileni) насеље је у Румунији у округу Арђеш у општини Башков. Oпштина се налази на надморској висини од 323 m.

## Становништво
Према подацима из 2002. године у насељу је живело 480 становника, од којих су сви румунске националности.